# Saint-Avit-Frandat
Saint-Avit-Frandat este o comună în departamentul Gers din sudul Franței. În 2009 avea o populație de 103 de locuitori.

## Evoluția populației
| An        | 1975 | 1982 | 1990 | 1999 | 2006 | 2009 |
| --------- | ---- | ---- | ---- | ---- | ---- | ---- |
| Populație | 119  | 113  | 92   | 85   | 109  | 103  |